# セックスマシーン (バンド)
セックスマシーンは、日本のロックバンド。

## 特徴
ガガガSP、メガマサヒデ、四星球、サンボマスターや銀杏BOYZとも交流が深い。なお、バンド名である「セックスマシーン」とは、結成当時ボーカル森田が「とにかくインパクトのあるバンド名を」ということで採用。後にバンド名があだとなり、放送局から拒否されたというエピソードはアルバム「フラレタリアート」収録曲、「バンド名変えたい」でもネタとなっている。
一部にはバンド名が不適切であるので、さわやか倶楽部と名乗ることもある。
2018年、バンド名を「セックスマシーン!!」に改名。

## メンバー
- 森田剛史（もりたたけふみ／1981年9月24日、B型）ボーカル。兵庫県神戸市出身。神戸大学卒業。
  - セックスマシーンの発起人。灘中学校・高等学校出身。ほぼ全楽曲の作詞曲を担当。通称モーリー。ステージでは指貫の軍手、中学生の時に兄のお下がりでもらったというGパン（ダメージジーンズ）を着用していたが、ダメージを受けすぎたため現在は神戸元町のオーダーメイドGパン店に特注で作ってもらった森田オリジナルモデルを着用。ハイテンションなパフォーマンスが特徴。
- 緒方賢太（おがた けんた／1983年3月22日、B型） ドラム。兵庫県尼崎市出身。
  - ファンクバンドと勘違いし加入したファンキードラマー。
- 近藤潔（こんどう きよし／1977年10月2日、O型） ギター。兵庫県宝塚市出身。
  - メンバー内で最年長、いつ見ても片手にビールを持っていると噂が立つほどのビール好き。ギターの他にもレコーディングエンジニアのスキルも持ち合わせており、メンバーが固まる前はライブ・レコーディング共にベースを弾いていたりトランペットが吹けたりできる。趣味は2ちゃんねる。
- 日野亮（ひの あきら／1984年10月2日、O型） ベース＆マネージャー。兵庫県加古川市出身。
  - バンドのベーシスト兼マネージャー。Gu近藤とは誕生日、血液型共に同じだがその他にも、お互いの母親の誕生日が同じ、父親の名前が同じ、近藤の祖父の名前がアキラで日野の祖父がキヨシと共通点が多い。

## ディスコグラフィー

### ミニアルバム
|       | 発売日        | タイトル                          | 規格品番  | 収録曲 | 備考                         |
| ----- | ------------- | --------------------------------- | --------- | --- | ---------------------------- |
| 1st   | 2002年7月17日 | いい人どまり                      | R3RCD-019 | 1. 死んじゃって頂戴 2. めがねにおさげ 3. 泣いて'99 4. ブロークンハート 5. まわり道 6. ファックザポリスメン 7. ガキ大将 8. いい人どまり 9. 100%勇気                                                 | LD & K / RUN RUN RUN records |
| 2nd   | 2003年3月4日  | ラブコメ                          | R3RCD-026 | 1. メッタメッタのバッタバッタのギッタギッタのケチョンケチョン 2. まだまだこれから 3. あばたもえくぼ 4. プリーズガチンコミルクティー（原題 Please God Help Me） 5. ボクは変態 6. 電車 7. 悶々night! | RUN RUN RUN Records          |
| 3rd   | 2019年6月5日  | 明日を見にいく                    | PWR-017   | 1. 夕暮れの歌 2. 伝説のサバイバー 3. 星をみつけた 4. 時計が戻るなら 5. 夜の向こうへ 6. すこしふしぎ 7. ウッドストック2019                                                                          | Power Records                |
| Split | 2023年1月25日 | 天井開放 / PAN×セックスマシーン!! | ADVE-1022 | 1. 天歌 2. キャンプだホイ 3. タイマン主義 4. 夜にさよなら 5. カントリーロード 6. シークレットトラック 7. シークレットトラック                                                                      | 54Adventure/MOONSHINE        |

### アルバム
|     | 発売日         | タイトル                   | 規格品番  | 収録曲 | 備考                            |
| --- | -------------- | -------------------------- | --------- | --- | ------------------------------- |
| 1st | 2005年3月9日   | ふられ気分のロックンロール | R3RCD-046 | 1. 報われないぜ 2. TOKIMEKIたいんだ 3. 安全地帯 4. Jフォンはボーダフォンになりました 5. サルでもわかるラブソング 6. 悔やんでもムダ 7. ラブイズオーバー 8. デパーチャーズ 9. 優しさと書いていいわけ 10. 旅情 11. 女心と秋の空 12. （It's Only）ネクラ | RUN RUN RUN Records             |
| 2nd | 2009年10月21日 | フラレタリアート           | DDCP-6001 | 1. わかっておくれよ 2. 頭のよくなるラブソング 3. ムリなんす 4. バンド名変えたい 5. 一生のお願い 6. ドキュメンタリズム 7. ねじれの位置 8. 流れ星 9. 未来予想図4 10. リンドバーグを聴きながら                                                          | Power Records オリコン最高299位 |
| 3rd | 2012年4月18日  | 正気                       | DQC-870   | 1. まっ 2. 正気 3. 君を失ってWow 4. 天井活動 5. 伝えたいことが、無いんだ 6. 止めてくれるな 7. 彼女居ない 8. 二年殺し 9. 他人同士 10. ひとり向けのうた 11. 昨日の続き                                                                                 | オリコン最高175位               |
| 4th | 2015年7月8日   | 響けよ我が声、と俺は言った | DQC-1494  | 1. 久しぶり! 2. 文句はないな、野郎ども! 3. 待ちぼうけ 4. 響けよ我が声 5. 背のびして 6. 強がりは明日から 7. 春への扉 8. ワンダーフォーゲル部 9. 男が女をチョー愛する時 10. 宇宙のすごさ 11. 聞かせておくれ 12. 遊び足りない                           | Power Records オリコン最高188位 |
| 5th | 2017年1月25日  | はじまっている。           | PWR-012   | 1. 始まってんぞ 2. 新世界へ 3. たったひとつの冴えないやりかた 4. いったいどっち 5. 唱歌「凪」 6. 別れの合図 7. 地球よ 8. 悲しくて眠りたい 9. むげんだい 10. 胡蝶の夢                                                                                 | Power Records オリコン最高166位 |
| 6th | 2022年1月26日  | もっと!も～っと光を!       | PWR-019   | 1. もっと光を 2. ウッドストック2022 3. AIウォーズ 4. 何にもない日々 5. 祝辞 6. かくせ！！ 7. 謎 8. 夜の向こうへ 9. 鼓動が知っている 10. 夕暮れの歌 11. ゆっくりと今日が終わってく 12. 夢を見て眠る                                                   | Power Records                   |
| 7th | 2025年7月16日  | じてんしてんねん           | PWR-024   | 1. ヴァンアレン帯・キッス 2. なんにもしてないのといっしょ 3. 先祖にラブソングを 4. 青い炎 5. 夜明け 6. 君まであと少し 7. 祟りじゃ 8. 遊びの秘訣 9. この先で落ち合おうぜ 10. 窓辺に歌えば 11. 夜にさよなら                                            | Power Records                   |

### ベストアルバム
|     | 発売日       | タイトル         | 規格品番 | 収録曲 | 備考          |
| --- | ------------ | ---------------- | -------- | ------ | ------------- |
| 1st | 2018年3月7日 | バンド名変えたい | PWR-013  | 全21曲 | Power Records |

### シングル
|     | 発売日        | タイトル                   | 規格品番  | 収録曲 | 備考                               |
| --- | ------------- | -------------------------- | --------- | --- | ---------------------------------- |
| 1st | 2010年11月3日 | のどかな日々／Gパン死亡GIG | DDCP-6002 | CD 1. のどかな日々 2. ハニカミ白書 3. 嘘吐き DVD 1. Gパンラストライブ 2. Gパン葬儀（浄土宗） 3. 新Gパンライブ                                           | Power Records オリコン最高188位    |
| 2nd | 2013年7月30日 | 遊び足りない               | PWR010    | 1. 遊び足りない 2. 偏西風 3. ラララむてき 4. ロングスローの達人（花団カバー） 5. 手紙のメモ                                                             | モルタルレコード 会場限定シングル  |
| 3rd | 2014年7月9日  | 文句はないな、野郎ども！   | DQC-1298  | 1. 文句はないな、野郎ども！ 2. イェイェ 3. お前いいやつ 4. 昨日の続き（アンプラグド） 5. 正気（アンプラグド） 6. 頭の良くなるラブソング（アンプラグド） | Power Records オリコン最高142位    |
| 4th | 2015年3月25日 | 春への扉                   | DQC-1453  | 1. 春への扉 2. いいよね 3. なくしもの 4. （It's only）ネクラ（Live Ver） 5. 頭の良くなるラブソング（Live Ver） 6. 2年殺し（Live Ver）                   | Power Records                      |
| 5th | 2016年4月6日  | 新世界へ                   | PWR-011   | 1. 新世界へ 2. 眠るまちから 3. 地平の向こう | Power Records                      |
| 6th | 2020年4月1日  | かくせ!!                   | PWR-018   | 1. かくせ!! 2. 明日月曜 3. 風に沿って | Power Records                      |
| 7th | 2024年8月10日 | 先祖にラブソングを         | PWR-023   | 1. 先祖にラブソングを 2. 微差誤差僅差 3. 祟りじゃ | Power Record 配信&会場限定シングル |

### 会場限定シングル
1. 先行キ不安定（2010年7月24日）
1. 先行キ不安定
2. あの娘に新しく彼氏ができたんだって
3. ワンダーフォーゲル部

### 配信限定シングル
| 発売日         | タイトル             | レーベル      |
| -------------- | -------------------- | ------------- |
| 2019年3月21日  | 夕暮れの歌           | POWER RECORDS |
| 2023年3月25日  | 君まであと少し       | POWER RECORDS |
| 2023年5月20日  | この先で落ち合おうぜ | POWER RECORDS |
| 2023年11月11日 | 遊びの秘訣           | POWER RECORDS |

### メンバーの課外活動
ガガガDX
ボーカルの森田剛史がメンバーとなっている。

### その他
- ゆとり教育の星(2007年6月17日)
  - 四星球のアルバム。森田剛史は「あぶく銭」にナレーションとして参加。
- 声に出すと赤っ恥(2008年2月5日)
  - ガガガSPのアルバム。このアルバムにガガガDXが歌う「にんげんっていいな(セレナヴァージョン)」(2007年12月にレコード会社直営サウンドにより先行リリースされた)が収録され、森田剛史も歌っている。
- 俺様天才偉業集(2011年3月15日)
  - ガガガSPのアルバム。森田剛史がゲスト参加。

## タイアップ一覧
| 使用年             | 曲名          | タイアップ                                             |
| ------------------ | ------------- | ------------------------------------------------------ |
| セックスマシーン   |               |                                                        |
| 2012年             | 君を失ってWow | テレビ東京系『くだまき八兵衛X』5月度エンディングテーマ |
| セックスマシーン!! |               |                                                        |
| 2023年             | 遊びの秘訣    | 文化放送『てるのりのワルノリ』タイアップソング         |

## 主なライブ

### ワンマンライブ・主催イベント
- 2011年07月24日 - セックスマシーンvs睡眠薬! ～一曲ごとに一錠服用。ロックの高揚感対睡眠欲!～
- 2012年 - セックスマシーン正気で道場破り全国制覇シリーズ
- 2013年 - ザ☆メンテナンス 工事中TOUR
- 2013年 - 『セックスマシーン企画「明日への活力」』〜桃〜
w/THE SKIPPERS / バックドロップシンデレラ / 50cc
- 2013年11月22日〜月日 - セックスマシーン企画『明日への活力』NewSingle「遊び足りない」発売記念～京都巌流島 花団よ!我々は遊び足りない!
w/SABOTEN / 花団
- 2014年02月15日 - セックスマシーン ワンマンライブ ～新Gパンお披露目GIG～
- 2014年05月18日 - セックスマシーン企画「明日への活力」〜新Gパン自慢GIG〜
w/首振りDolls / THE SKIPPERS
- 2014年07月12日 - セックスマシーンnewシングル 「文句はないな野郎ども!」 レコ発ワンマン
- 2014年11月14日 - セックスマシーン「文句はないな、野郎ども!リリースツアーファイナル」 key杉本光 消失GIG
- 2015年01月31日 - セックスマシーン企画 『明日への活力!!』炎の3マン!〜UDON〜
w/八十八ヶ所巡礼 / バックドロップシンデレラ
- 2016年04月15日 - セックスマシーン presents 『明日への活力!』～ガチンコ2マン60分～
w/忘れらんねえよ
- 2016年06月03日 - セックスマシーンpresents 5thシングル「新世界へ」&DVDリリースイベント『明日への活力!』～忠犬ハチ公～
- 2017年01月27日〜02月03日・25日 - 「はじまっている。」リリース記念イベント
- 2017年02月12日〜05月28日 - セックスマシーン「ツアーはじまってる。TOUR」
w/Ska Freaks / ビレッジマンズストア / AT-FIELD / Interloper / LONGMAN / MELLOWSHiP / rhyrhyrhythm / SHIMA / STANCE PUNKS / THE SKIPPERS / ZACK STANCH / りさボルト & Hys / ザ・マスミサイル / ヒステリックパニック / ユタ州 / 南風とクジラ / 歩行者天国 / 首振りDolls
- 2017年06月09日〜06月18日 - セックスマシーン「ツアーはじまっている。TOUR ファイナルシリーズ～対バン編～」
w/未発表
- 2017年07月09日〜07月16日 - セックスマシーン「ツアーはじまっている。TOUR ファイナルシリーズ～ワンマン編～」